# Jérémy Chardy
Jérémy Chardy, né le 12 février 1987 à Pau (Pyrénées-Atlantiques) , est un joueur de tennis français, professionnel de 2005 à 2023, devenu entraîneur.
En simple, il a remporté un tournoi du circuit principal (Stuttgart en 2009) et atteint deux finales. Il s'est classé sept fois dans le top 50 mondial en fin d'année et a atteint la 25e place mondiale en 2013.
En double, il a remporté sept tournois (dont l'ATP 500 de Rotterdam en 2019) et atteint neuf finales dont celle de Roland-Garros. Il s'est classé une fois dans le top 50 mondial en fin d'année et a atteint la 24e place mondiale en 2020.
Membre de l'équipe de France de Coupe Davis, il remporte la compétition en 2017, participant au quart de finale contre la Grande-Bretagne.
En 2021, il est victime d’une mauvaise réaction au vaccin contre la Covid-19 et doit temporairement renoncer à jouer ; sa saison est blanche en 2022. Il met définitivement fin à sa carrière lors de l'édition 2023 de Wimbledon. Depuis il entraîne Ugo Humbert.

## Biographie

### Enfance
Jérémy Chardy passe son enfance à Bœil-Bezing dans le Béarn (Pyrénées-Atlantiques) 

### Vie personnelle
Il a été le compagnon de la joueuse de tennis Alizé Lim.
Il se fiance en novembre 2016 à Susan Gossage, mannequin britannique d'origine zambienne, puis l'épouse le 15 septembre 2017 à Pau. Leur fils Stone naît le 12 février 2020, jour du 33e anniversaire du joueur.
Il réside depuis 2018 à Londres. À partir de 2019, il est co-directeur du Challenger de Pau.

## Carrière sportive
Lors de sa carrière chez les juniors, il remporte le tournoi de Wimbledon en 2005 et est aussi finaliste de l'US Open junior la même année, où il est battu par l'Américain Ryan Sweeting.

### 2006: première participation en Grand Chelem
Grâce à une invitation au tournoi de Roland-Garros, Jérémy Chardy joue pour la première fois dans un tournoi du Grand Chelem et réalise un exploit en sortant le Suédois Jonas Björkman au premier tour, 6-2, 7-5, 6-2, avant de perdre face à l'Espagnol David Ferrer en 4 sets au deuxième tour.

### 2007: premier palmarès sur le circuit secondaire
Jérémy Chardy gagne les tournois Challenger de Barnstaple (Angleterre) et de Košice (Slovaquie).

### 2008: exploit à Roland Garros

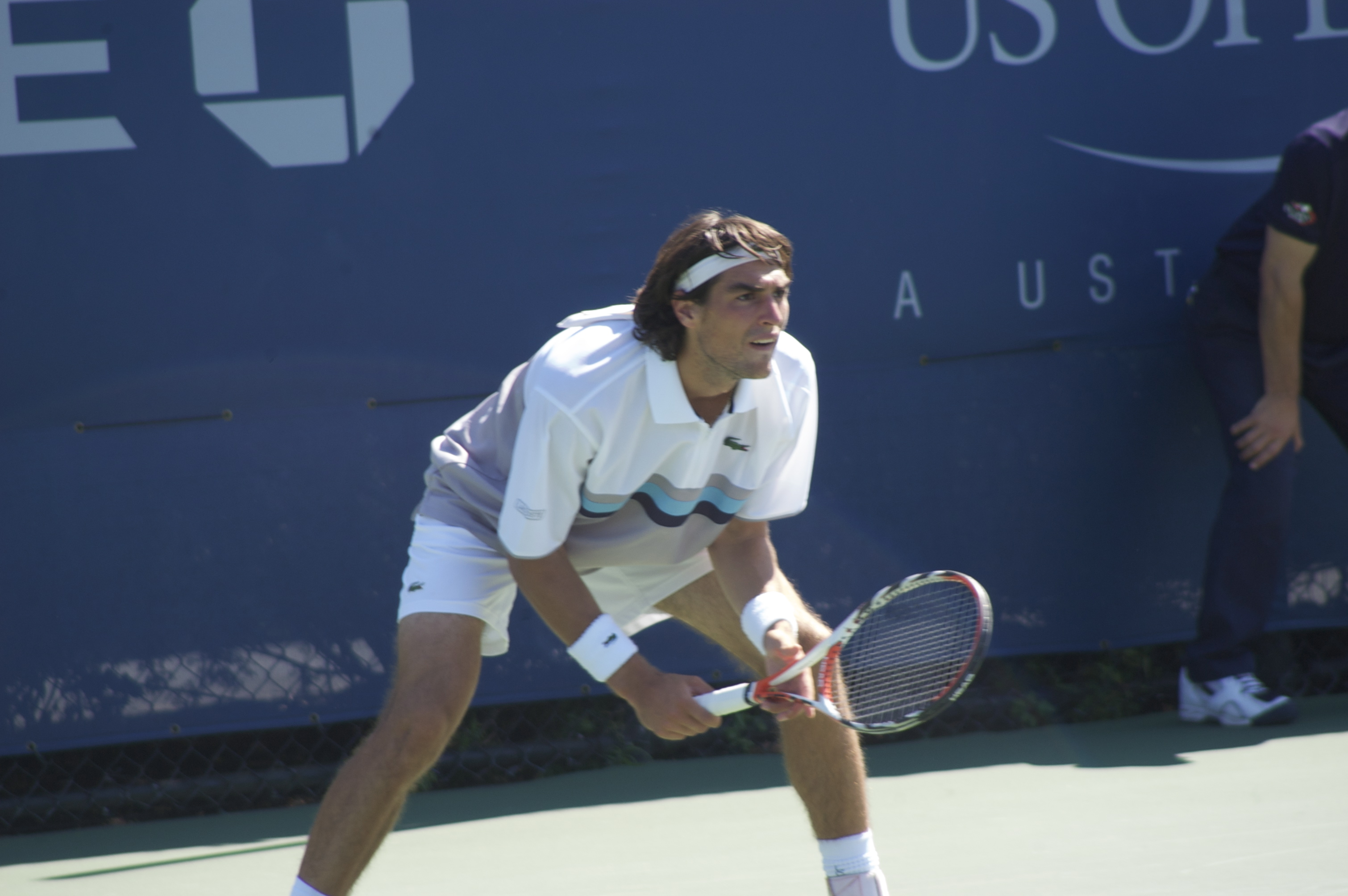
Jérémy Chardy à l'US Open en 2008.

Il commence l'année 2008 en tant que no 192 mondial. En mai 2008, il atteint la finale du Challenger de Marrakech (Maroc) puis il bénéficie d'une nouvelle wild card à Roland-Garros, où il bat le Portugais Frederico Gil en 3 sets au premier tour, puis élimine en 5 sets la tête de série no 6 du tournoi, l'Argentin David Nalbandian, à la surprise générale, alors qu'il était mené 2 sets à 0, sur le score de 3-6, 4-6, 6-2, 6-1, 6-2, et enchaîne par une victoire en 3 sets sur le Russe Dmitri Toursounov alors tête de série no 30 de ce tournoi. Mais il s'incline en 3 sets (dont 2 au tie-break) en huitièmes de finale face à l'Espagnol Nicolás Almagro, tête de série no 19, après avoir obtenu une ou plusieurs balles de set à chaque manche (score final : 7-6, 7-6, 7-5). Ce tournoi le propulse à la 94e place mondiale.
Il obtient également une wild card pour Wimbledon, qu'il honore en battant au premier tour le même adversaire qu'il avait eu à affronter à Roland-Garros au même stade de la compétition un mois auparavant, le Portugais Gil, mais cette fois-ci en cinq sets (7-5, 6-7, 4-6, 6-4, 6-3). Il perd cependant au deuxième tour contre son compatriote Paul-Henri Mathieu en trois sets 3-6, 5-7, 61-7.
En août 2008, il remporte le tournoi Challenger de Graz (Autriche) en s'imposant facilement en finale contre l'Argentin Sergio Roitman, 6-2, 6-1. Jérémy Chardy atteint le second tour de l'US Open battant une dernière fois Frederico Gil avant de s'incliner honorablement face au Russe Andreev.
Il finit sa saison par des défaites au premier tour de l'Open de Roumanie, de l'Open de Metz, par un quart de finale à Moscou, un huitième de finale à St-Pétersbourg et un premier tour à Bercy.

### 2009: premier titre sur le circuit ATP

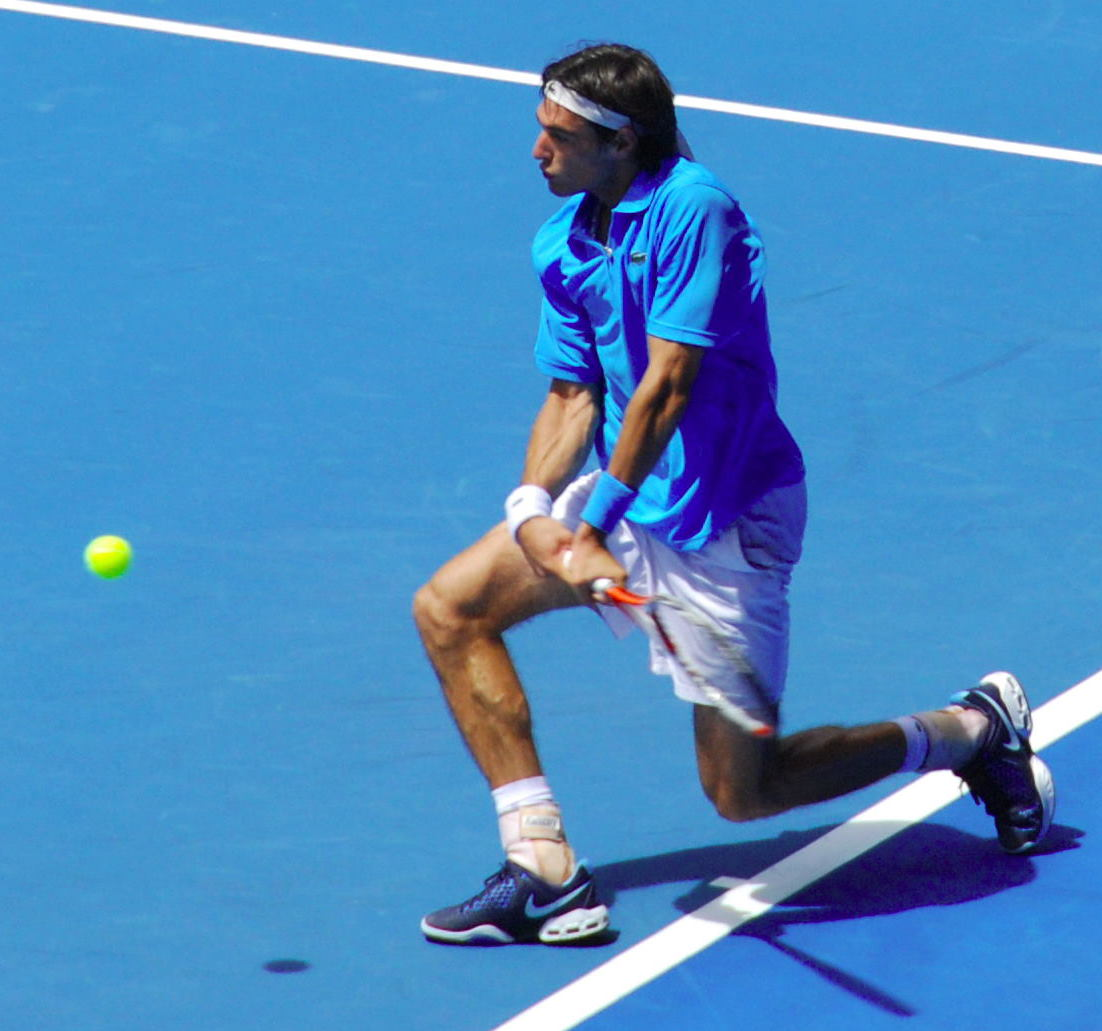
Jérémy Chardy à l'Open d'Australie en 2009.

Jérémy Chardy commence sa saison par une défaite à l'Open de Doha face à l'Allemand Philipp Petzschner. La semaine suivante, il se qualifie pour le tournoi de Sydney ; il y profite de l'abandon de Radek Štěpánek au premier tour (6-4, 3-0, ab.) et bat Igor Andreev au deuxième (6-4, 4-6, 6-4) avant de perdre face à Richard Gasquet en quart de finale.
À l'Open d'Australie, une victoire sur Marcos Daniel (6-4, 6-4, 6-1) le qualifie pour le deuxième tour, où il est éliminé par Novak Djokovic (7-5, 6-1, 6-3). Lors du tournoi de Johannesbourg la quinzaine suivante, il se hisse pour la première fois de sa carrière en finale d'un tournoi ATP 250 Series en battant notamment en demi-finale David Ferrer, 1-6, 7-69, 7-64 mais également son compatriote Sébastien de Chaunac en quart de finale (7-64, 6-3). Cependant, il s'incline face à Jo-Wilfried Tsonga en finale (6-4, 7-65). Lors de l'Open 13 à Marseille, il s'incline face à Novak Djokovic au premier tour (7-64, 6-4). La semaine suivante, il réalise un très bon tournoi à Delray Beach, atteignant les demi-finales après avoir éliminé Tommy Haas, Andrey Golubev et Márcos Baghdatís. Il s'incline face au futur vainqueur du tournoi Mardy Fish en demi-finale.
Il participe ensuite pour la première fois de sa carrière au Masters d'Indian Wells (son deuxième Masters 1000 après celui de Paris en 2008). Après avoir battu Victor Hănescu au premier tour, il élimine la tête de série no 20 et ex-finaliste Mardy Fish sur le score de 7-6, 7-6.
Après plusieurs défaites sur terre battue au tournoi de Houston, puis aux Masters de Monte-Carlo et au Masters de Rome, Jérémy Chardy atteint les demi-finales à l'Open de Munich en éliminant successivement Evgeny Korolev, puis la tête de série no 6 Nicolas Kiefer (6-4, 7-68) et le Croate Marin Čilić (tête de série no 2) 3-6, 7-5, 6-4 avant de s'incliner en trois sets devant le futur vainqueur du tournoi Tomáš Berdych (1-6, 7-5, 2-6). Quelques jours après, il s'impose face à José Acasuso en deux sets au Masters de Madrid avant de s'incliner face à Stanislas Wawrinka (tête de série no 11).
À Roland-Garros, il s'impose au premier tour face au Brésilien Thiago Alves sur le score de 6-2, 7-610, 6-3 et au deuxième tour face à l'Italien Simone Bolelli (6-2, 6-3, 4-6, 4-6, 6-1) avant de s'incliner, victime d'une douleur à l'épaule, face à l'Allemand Tommy Haas (7-5, 6-4, 4-6, 6-4) en seizièmes de finale.
En juillet, alors classé 43e joueur mondial, il remporte à Stuttgart son premier titre sur le circuit ATP pour sa deuxième finale, ayant échoué face à son compatriote Jo-Wilfried Tsonga à Johannesbourg en février. Après avoir éliminé les Allemands Mischa Zverev, tombeur de Gilles Simon en quarts et Nicolas Kiefer en demies la même journée (à cause de la pluie du vendredi), il bat en finale le Roumain Victor Hănescu en trois sets malgré un départ catastrophique (1-6, 6-3, 6-4). Ce titre lui permet d'atteindre son meilleur classement (32e) et confirme que la terre battue allemande lui réussit. Il continue cette belle série trois jours après au tournoi de Hambourg en battant l'Allemand Andreas Beck mais, touché physiquement par sa victoire à Stuttgart, il est battu par le Russe Nikolay Davydenko en huitième de finale (6-3, 6-3).
En août, il affronte au Masters du Canada pour la première fois le no 3 mondial Andy Murray mais n'arrive pas à réaliser l'exploit face à l'Écossais qui casse son rythme et neutralise la puissance de son coup droit (6-4, 6-3). La quinzaine suivante, il perd pour la troisième fois en autant de confrontations face à Novak Djokovic (7-5, 6-3) en huitième de finale du Masters de Cincinnati.

### 2010: meilleure performance en Masters 1000, premier titre en double
En août lors du Masters du Canada à Toronto, il réalise sa meilleure performance en Masters 1000 en atteignant les quarts de finale. Il élimine successivement les 20e, 9e et 6e mondiaux, Márcos Baghdatís (7-5, 2-6, 7-64), Fernando Verdasco (67-7, 7-65, 6-2), et Nikolay Davydenko (6-3, 6-2) puis chute contre le no 2 mondial Novak Djokovic (6-2, 6-3).

### 2011: sélection en Coupe Davis
Pour son premier match officiel de l'année, il s'incline au 1er tour du tournoi de Chennai, en Inde, contre le Slovène Blaž Kavčič (6-3, 6-2). Puis il perd au premier tour de l'Open d'Australie, premier Grand Chelem de la saison, contre l'Australien Bernard Tomic (6-2, 6-3, 7-65). Il assure après ce match ne pas se sentir bien sur le court et avoir des problèmes personnels depuis quelque temps.
Début février, il annonce avoir mis un terme à sa collaboration avec Frédéric Fontang, son entraîneur depuis 12 ans. Le 12 février, jour de ses 24 ans, il rejoint alors Patrick Mouratoglou, ex-entraîneur de Márcos Baghdatís, Aravane Rezaï ou Anastasia Pavlyuchenkova.
Au premier tour de l'Open de Dubaï, il s'incline face au Tchèque Tomáš Berdych (6-2, 6-3).
Le 4 mars, pour pallier les forfaits successifs de Gaël Monfils, Jo-Wilfried Tsonga et Richard Gasquet, il est appelé par Guy Forget pour jouer le 1er tour de la Coupe Davis face à l'Autriche, à Vienne. Alors qu'il n'a pas gagné un seul match depuis le début de l'année, il s'impose lors du premier match face à Jürgen Melzer, alors 10e joueur mondial, en trois sets (7-5, 6-4, 7-5). Le 6 mars, lors du cinquième match décisif, il permet à la France de se qualifier pour les quarts de finale en battant Martin Fischer 2-6, 7-6, 6-3, 6-3. Il est alors seulement le sixième joueur français à gagner un cinquième match décisif depuis la création du Groupe mondial en 1981. Les points ATP gagnés lors de cette rencontre lui permettent de retrouver le top 50 du classement ATP, à la 49e place. La semaine suivante, il ne profite toutefois pas de cette confiance retrouvée car il perd au premier tour des Masters d'Indian Wells face à Ryan Harrison (65-7, 7-62, 6-3). Il perd aussi d'entrée à Miami. Il réussit enfin à remporter un match en 2011 à Casablanca, sur terre battue, face à Björn Phau (6-2, 7-5). Il enchaîne avec deux défaites dès le premier tour à Monte-Carlo et Naples.
Cependant, il ne se décourage pas et travaille dur pour retrouver son meilleur niveau. Ses efforts finissent par payer puisqu'il atteint les huitièmes à Estoril (prenant un set à Robin Söderling) et à Prague, puis les quarts à Bordeaux. Cette amélioration dans son jeu se concrétise vraiment à Roland-Garros, où il bat son compagnon à l'entraînement Grigor Dimitrov 6-2, 6-4, 6-4. Il est battu en quatre sets par Gilles Simon (no 18) au second tour. Au Challenger de Nottingham, sur gazon, il atteint la finale et s'incline à ce stade en trois sets contre Dudi Sela.

### 2012: deuxième titre en double
Demi-finaliste à l'Open du Chili. Il bat Kei Nishikori à Acapulco en sauvant sept balles de match, trois à 5-4 dans le deuxième set puis deux autres à 6-5 et enfin deux dernières dans le tie-break (1-6, 7-68, 6-0). Il perd face Juan Mónaco à Wimbledon en 4 sets 6-2, 3-6, 6-3, 7-6.
Lors de la tournée américaine, il brille du côté de Montréal et de l'Ohio. En effet, aux Masters du Canada, après une victoire face à Donald Young (3-6, 7-6, 6-0), il réalise l'exploit de battre le Français et no 6 mondial Jo-Wilfried Tsonga (6-4 7-64), mais est éliminé en huitième de finale par l'Espagnol Marcel Granollers (6-1, 6-4). La semaine suivante, sur sa bonne lancée, aux Masters 1000 de Cincinnati, il bat successivement Andy Roddick (7-64, 6-3), Denis Istomin (6-4, 6-3), et surtout l'Écossais Andy Murray no 4 mondial et médaillé d'or aux Jeux olympiques (6-4, 6-4), sur un match parfaitement contrôlé du Français. C'est la deuxième fois que le Français atteint les quarts de finale d'un tournoi de cette catégorie. Il se fait cependant éliminer au tour suivant par l'argentin Juan Martín del Potro (6-1, 6-3). Il participe ensuite à l'US Open, où il se qualifie jusqu'au troisième tour après avoir battu Filippo Volandri (6-3, 6-4, 6-3) et Matthew Ebden (6-4, 6-2, 6-2), mais s'incline ensuite face au jeune Martin Kližan (6-4, 6-4, 6-4).

### 2013: quart de finale à l'Open d'Australie et meilleur classement en carrière
Il commence moyennement sa saison 2013, en s'inclinant aux premiers tours de l'Open de Doha face à Daniel Brands (6-4, 6-4) puis au tournoi de Sydney face à Feliciano López (62-7, 7-5, 6-3).
Il participe ensuite à la première levée du Grand Chelem, l'Open d'Australie. Il bat au premier tour Adrián Menéndez-Maceiras (7-65, 63-7, 6-2, 6-1), puis au second tour Marcel Granollers (6-3, 3-6, 6-1, 6-2). C'est au troisième tour qu'il crée la sensation et une grosse surprise, en éliminant le septième joueur mondial Juan Martín del Potro (6-3, 6-3, 63-7, 3-6, 6-3), dans un match où il a réalisé 78 coups gagnants, soit deux fois plus que son adversaire. Il indique après le match que c'est très certainement la plus belle victoire de sa carrière. Il bat ensuite l'Italien Andreas Seppi (5-7, 6-3, 6-2, 6-2), 23e joueur mondial, pour rallier pour la première fois de sa carrière les quarts de finale d'un tournoi du Grand Chelem. Il est éliminé par Andy Murray (6-4, 6-1, 6-2), mais atteindra cependant à la suite de ses bonnes performances dès la semaine suivante la 25e place au classement ATP, son meilleur classement à ce jour.
Au tournoi de Wimbledon, après avoir battu le Slovène Blaž Kavčič (6-4, 6-1, 6-3) au premier tour, l'Allemand Jan-Lennard Struff au deuxième tour (6-2, 5-7, 7-6, 7-6), il est éliminé au troisième tour par le Serbe Novak Djokovic, tête de série no 1 du tournoi et numéro un à l'ATP (6-3, 6-2, 6-2).

### 2014: huitième de finale à Wimbledon
Il commence sa saison 2014 en participant au tournoi de Brisbane. Il y atteint les demi-finales où il pose pas mal de problèmes à Roger Federer mais s'incline (6-3, 63-7, 6-3). Il participe ensuite à la première levée du Grand Chelem, l'Open d'Australie. Il doit y défendre les points de son quart de l'année précédente. Il perd dès le troisième tour contre David Ferrer (6-2, 7-65, 6-2).
Lors du Masters de Rome, il réalise l'exploit de battre Roger Federer, 4e mondial, au deuxième tour (1-6, 6-3, 7-66) dans un match à suspense où Chardy a réussi à effacer une balle de match. Par la suite il bat au tour suivant Ivan Dodig facilement (6-3, 6-2), mais perd en quart contre Milos Raonic (6-3, 5-7, 6-2). Il réalise malgré tout un super tournoi et gagne sept places au classement ATP.
Au tournoi de Wimbledon, il atteint les huitièmes de finale où il perd contre le Croate Marin Čilić (7-68, 6-4, 6-4). En octobre à l'Open de Valence, il atteint les demi-finales où il bute dans un match tendu et serré face à Tommy Robredo (7-67, 7-62).
Enfin, au dernier Masters 1000, celui de Paris-Bercy, Chardy pousse une nouvelle fois Roger Federer dans un 3e set et un match à rebondissement mais le perd (7-65, 65-7, 6-4).

### 2015: demi-finale au Masters 1000 du Canada et huitième de finale à Roland-Garros et à l'US Open

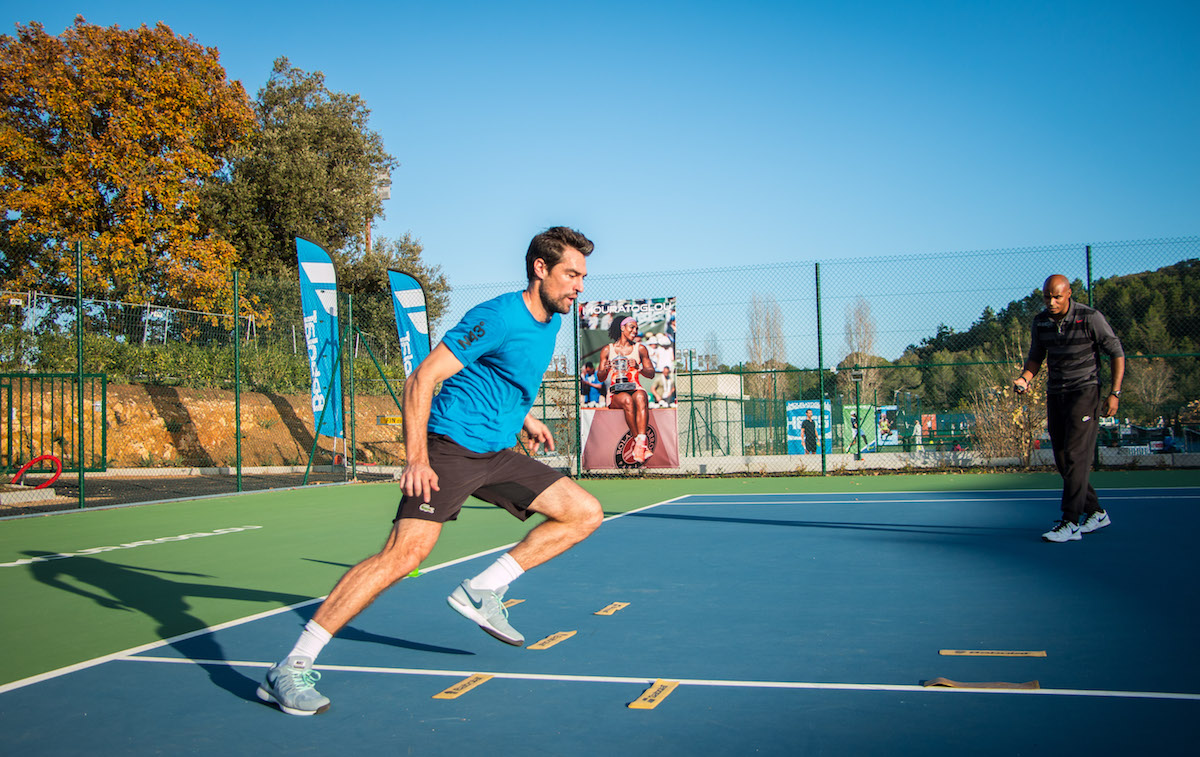
Jérémy Chardy à l'entraînement en 2015.

À Roland-Garros, il réalise une belle performance en éliminant au second tour la tête de série no 16 John Isner en quatre sets (6-4, 4-6, 6-3, 6-3) puis la tête de série no 17 David Goffin en trois sets (6-3, 6-4, 6-2). Il s'incline finalement en 1/8 de finale face à la tête de série no 3, l'Écossais Andy Murray, en 4 sets (4-6, 6-3, 3-6, 2-6). À Wimbledon, il s'incline au premier tour face au 6e mondial Tomáš Berdych malgré une bonne résistance (2-6, 7-68, 63-7, 65-7).
Il réalise un très bon tournoi Master 1000 au Canada où au premier tour il élimine son compatriote Nicolas Mahut (6-1, 7-5), puis l'Argentin Leonardo Mayer (4-6, 7-64, 6-2) en sauvant 2 balles de match et le Croate Ivo Karlović, 23e mondial, aussi en 3 sets (4-6, 7-61, 6-4). En quart de finale, toujours en encaissant le premier set, il réédite sa performance de Roland-Garros en éliminant l'Américain John Isner, 12e mondial, (69-7, 7-613, 7-64) après un match très disputé en sauvant 7 balles de match, et se qualifie pour les demi-finales, pour la première fois de sa carrière dans cette catégorie de tournoi. En demi-finale, alors qu'il est le dernier Français encore en lice dans la compétition, il ne crée pas la surprise face au no 1 mondial Novak Djokovic (4-6, 4-6) perdant en 1 h 20. Après sa bonne préparation, lors de l'US Open, il arrive avec des certitudes et de la confiance pour aller le plus loin possible. Au premier tour, il perd un set contre l'inconnu Américain, Ryan Shane (6-2, 6-1, 66-7, 6-2). Le second tour, il affronte Martin Kližan contre qui il avait perdu ici y a trois ans, mais cette fois-ci est différente et s'impose avec solidité (7-5, 6-4, 7-61). Au troisième tour, il fait face au Valencian David Ferrer, 7e mondial, qu'il n'a plus battu depuis 2009, sa seule victoire. Avec deux premiers sets serré, Chardy passe l'obstacle en usant l'Espagnol dans les deux derniers sets 7-66, 4-6, 6-3, 6-1 et se qualifie pour son premier huitième de finale à Flushing Meadows.

### 2016: saison en demi-teinte
Il commence sa saison par le tournoi de Doha où il bat au 1er tour le local Mubarak Shannan Zayid (6-1, 6-1), puis au 2e son compatriote Paul-Henri Mathieu, avec qui il était associé en double, (6-2, 6-4), avant d'être éliminé par surprise en quart de finale face à l'Ukrainien Illya Marchenko (3-6, 63-7). Il enchaîne ensuite avec le tournoi de Sydney en dominant le qualifié Mikhail Kukushkin (6-2, 6-3), puis James Duckworth (7-65, 6-4) avant de s'incliner en quart de finale contre Gilles Müller (65-7, 4-6). Il poursuit avec l'Open d'Australie où il écarte difficilement au 1er tour face à Ernests Gulbis (7-5, 2-6, 65-7, 6-3, 13-11) puis s'incline subitement au 2e tour face au Russe Andrey Kuznetsov en 3 sets (4-6, 65-7, 65-7).
Il est présent à Rotterdam où il affronte Evgeny Donskoy, lucky loser, remplaçant la tête de série no 1 Richard Gasquet, blessé à l'aine. Il le bat (69-7, 6-4, 7-68) mais s'incline au tour suivant face à son compatriote Nicolas Mahut (5-7, 2-6). Il enchaîne la semaine suivante au tournoi de Delray Beach et bat pour son entrée en lice Matthew Ebden (6-2, 6-1), puis en 1/8 de finale Noah Rubin (6-4, 6-2). Il perd en quart de finale face à Juan Martín del Potro, qui fait son retour sur le circuit après 11 mois d'absence, (2-6, 3-6). À Acapulco, il s'incline dès le 1er tour face au jeune Américain, issu des qualifications, Taylor Fritz, (4-6, 6-3, 3-6).
On le retrouve deux semaines plus tard lors de la tournée américaine. Son parcours n'aura pas duré longtemps. Exempté du 1er tour au Masters 1000 d'Indian Wells, il chute de nouveau face à Andrey Kuznetsov au tour suivant (4-6, 2-6). Associé à Fabrice Martin en double, tous deux s'inclinent face à leurs compatriotes Herbert et Mahut en quart de finale. Même revers à Miami, une semaine plus tard, en s'inclinant dès son entrée en lice face à l'Espagnol Fernando Verdasco (4-6, 4-6). Il réalise néanmoins une belle performance en double en battant avec Fabrice Martin les numéros 1 mondiaux Jean-Julien Rojer et Horia Tecău au 1er tour puis la très expérimentée paire espagnole Feliciano López/Marc López avant d'être battu une nouvelle fois en quart de finale par Pierre-Hugues Herbert et Nicolas Mahut.
Il entame sa saison sur terre battue par le Masters 1000 de Monte Carlo où il prend sa revanche en battant pour son entrée en lice Andrey Kuznetsov (7-63, 7-5), avant de s'incliner au tour suivant contre Roberto Bautista-Agut (3-6, 7-5, 5-7). Il peut cependant sortir du tournoi la tête haute après un combat long de 2 h 54 et une volonté constante de revenir dans les moments importants ; la preuve en est dans le dernier set en sauvant trois balles de match avant de céder par un coup droit dans le filet. Présent au tournoi de Barcelone, il bat Victor Estrella Burgos (7-5, 6-2) mais perd en 1/8 de finale contre Kei Nishikori (3-6, 5-7). Deux semaines plus tard, il s'incline d'entrée de jeu au Masters 1000 de Madrid (3-6, 4-6) contre Albert Ramos-Viñolas. Il renoue avec la victoire la semaine suivante à Rome en battant au 1er tour le qualifié Damir Džumhur (2-6, 6-4, 6-2), puis au tour suivant Roberto Bautista-Agut (7-66, 6-4) avant d'être sèchement battu en 1/8 de finale par Andy Murray (0-6, 4-6), malgré une bonne résistance dans la seconde manche avec un break non converti en faveur du Français. À Roland Garros, il bat d'abord Leonardo Mayer (6-4, 3-6, 6-4, 6-2), puis au tour suivant le repêché Adam Pavlásek (6-4, 6-2, 6-4) avant d'être écarté par le tenant du titre, Stanislas Wawrinka, (4-6, 3-6, 5-7).
Il participe, pour commencer sa saison sur gazon, au tournoi du Queen's où il s'incline dès le 1er tour contre Jiří Veselý, lucky loser, (63-7, 7-65, 4-6). Présent deux semaines plus tard à Wimbledon, il bat au 1er tour son compatriote Gaël Monfils (64-7, 6-0, 4-6, 6-1, 6-2) puis est éliminé par Steve Johnson au tour suivant (1-6, 66-7, 2-6).
De retour sur terre battue au tournoi de Hambourg, il perd d'entrée de jeu contre Máximo González (2-6, 6-2, 64-7), alors 142e mondial. La semaine suivante, il participe au tournoi d'Umag où il écarte pour son entrée en lice Nikola Čačić (6-0, 6-2) avant d'être battu par Carlos Berlocq (4-6, 2-6). Il poursuit sa mauvaise période avec une élimination sur abandon au 1er tour du Masters 1000 de Toronto contre Vasek Pospisil. Après avoir été blessé au pied, il fait son retour à la compétition deux semaines plus tard en participant au tournoi de Cabo San Lucas. Toutefois, il est éliminé d'entrée de jeu par Pablo Carreño-Busta (4-6, 66-7). Même résultat à Cincinnati où il s'incline contre Reilly Opelka, 364e mondial, (6-3, 5-7, 69-7), après avoir manqué deux balles de match. Il renoue avec la victoire un temps à l'US Open, en éliminant au 1er tour Michael Mmoh, invité du tournoi, (6-4, 6-4, 6-1) avant d'être battu par Grigor Dimitrov en 5 sets (6-4, 4-6, 6-3, 4-6, 2-6).
Il ne joue pas les tournois asiatiques et enchaîne plusieurs tournois Challenger sans succès. Il finit l'année hors du top 70.

### 2017: victoire en Coupe Davis,4etitre en double
Jérémy Chardy, qui avait mis fin à sa collaboration avec Magnus Tideman durant l'été 2016, après une saison décevante, s'adjoint les services de Nicolas Escudé en tant qu'entraîneur. Il commence sa saison par une défaite au 1er tour du tournoi de Doha contre le no 1 mondial Andy Murray (0-6, 62-7). En revanche, il remporte l'épreuve du double aux côtés de son ami Fabrice Martin, après avoir éliminé en demi-finale les no 2 mondiaux, Jamie Murray et Bruno Soares, et en finale les confirmés Vasek Pospisil et Radek Štěpánek (6-4, 7-63). Il s'agit de son 4e titre dans la discipline, le premier depuis 2 ans. À l'Open d'Australie, il profite tout d'abord de l'abandon de Nicolás Almagro à 4-0 dans le 1er set avant de s'incliner au 2e tour face à Kei Nishikori en 3 sets (3-6, 4-6, 3-6). Associé à Julien Benneteau en double, il est éliminé, là aussi, au 2e tour contre Dominic Inglot et Florin Mergea (6-3, 65-7, 62-7).
Présent ensuite au tournoi de Montpellier, il écarte pour son entrée en lice Marcel Granollers, (6-0, 3-6, 6-3), puis son ami Paul-Henri Mathieu (3-6, 6-1, 6-4) avant d'être battu par Alexander Zverev (4-6, 6-4, 2-6). Au tournoi de Marseille, il chute dès le 1er tour face à Jan-Lennard Struff (3-6, 5-7). En double, il s'associe à Jonathan Eysseric et atteint les demi-finales, où les deux hommes sont défaits par Julien Benneteau et Nicolas Mahut (4-6, 7-63 [3-10]).
Présent au premier Masters 1000 de la saison, à Indian Wells, il s'impose au 1er tour face à Radu Albot (7-62, 6-2) mais perd au tour suivant contre Dominic Thiem (2-6, 4-6). Il enchaîne avec le Masters 1000 de Miami où il écarte pour son entrée en lice Facundo Bagnis (6-2, 6-2), puis réalise sa première performance de la saison en éliminant le no 9 mondial Marin Čilić (6-4, 2-6, 6-3), dans un match marqué par deux longues interruptions dues aux mauvaises conditions météorologiques. Il est dominé au 3e tour par Fabio Fognini (6-3, 4-6, 4-6). Absent de la Coupe Davis depuis 6 ans, il est rappelé par Yannick Noah pour disputer le 1/4 de finale contre la Grande-Bretagne, en remplacement de Gaël Monfils, blessé. Yannick Noah décide 24 heures avant le tirage au sort de le nommer titulaire, aux dépens de Gilles Simon. Il apporte le 2e point en battant Daniel Evans (6-2, 6-3, 6-3). Il remporte le dernier simple sans enjeu face à Kyle Edmund (6-4, 6-4).
Sur le circuit, il entame sa saison sur terre battue par le tournoi de Marrakech. Il bat d'abord Malek Jaziri (6-2, 4-6, 6-3) avant d'être éliminé par Philipp Kohlschreiber (0-6, 6-2, 3-6). Il enchaîne avec le Masters 1000 de Monte-Carlo où il écarte pour son entrée en lice Borna Ćorić (7-63, 3-6, 6-3) avant d'être étrillé par Marin Čilić (3-6, 0-6). Il retrouve Kyle Edmund au 1er tour du tournoi de Barcelone. Cette fois-ci, c'est le Britannique qui s'impose en 2 sets (3-6, 4-6). À Munich, il dispose au 1er tour du Slovaque Josef Kovalík (6-2, 6-4) mais perd au tour suivant contre Alexander Zverev (4-6, 4-6). En double, il s'associe à Fabrice Martin et s'incline en finale face à Juan Sebastián Cabal et Robert Farah (3-6, 3-6). Présent la semaine suivante au Challenger d'Aix-en-Provence, il perd en finale du simple contre Frances Tiafoe (3-6, 6-4, 65-7) et du double, aux côtés d'Andre Begemann, contre Wesley Koolhof et Matwé Middelkoop. On le retrouve deux semaines plus tard à Roland-Garros où il bat pour son entrée en lice Radu Albot (6-2, 6-4, 7-63) avant d'être dominé par Kei Nishikori (3-6, 0-6, 65-7). Accompagné en double de Julien Benneteau, il est éliminé d'entrée par Łukasz Kubot et Marcelo Melo (6-3, 2-6, 3-6).
Il commence la saison sur gazon par le tournoi de Stuttgart où il s'impose au 1er tour contre Florian Mayer (7-63, 4-6, 7-61) avant de perdre contre Feliciano López (3-6, 6-3, 2-6). Il se qualifie ensuite pour le tournoi du Queen's et bat pour son entrée en lice Liam Broady (6-4, 6-4) avant d'être à nouveau battu par Feliciano López (1-6, 64-7). Il est battu d'entrée à Eastbourne par Dušan Lajović (4-6, 7-65, 3-6) puis à Wimbledon par Tomáš Berdych (3-6, 6-3, 64-7, 4-6).
Absent des courts pendant 2 mois, il fait son retour à la compétition à l'occasion de l'US Open. Son parcours n'aura été que de courte durée, battu dès le 1er tour par son compatriote Gaël Monfils (66-7, 4-6, 3-6). Il déclare en conférence de presse souffrir depuis quelque temps déjà d'une déchirure d'un des tendons du pied droit. Ça ne l'empêche pas de s'aligner en double aux côtés de son ami Fabrice Martin avec qui il atteint les 1/8 de finale, s'inclinant à ce stade contre Feliciano López et Marc López (4-6, 65-7).
Il se marie à Susan Gossage mi-septembre et fait son retour à la compétition à l'occasion du tournoi de Shenzhen après un mois d'absence. Il bat pour son entrée en lice Alessandro Giannessi (7-66, 6-4) mais s'incline au tour suivant contre Donald Young (65-7, 4-6). Sorti des qualifications du Masters 1000 de Shanghai, il perd dès le 1er tour face au Chinois Wu Di, 233e mondial, (62-7, 2-6). On le retrouve ensuite à Stockholm où il écarte à nouveau Alessandro Giannessi (6-0, 7-5) avant d'être dominé par Jack Sock (4-6, 4-6). Il retrouve la semaine suivante le circuit Challenger à Brest où il est battu en 1/4 de finale par le jeune Grec Stéfanos Tsitsipás (65-7, 4-6). Il clôt sa saison par le Masters 1000 de Paris-Bercy où il gagne facilement le 1er tour face à Gilles Simon (3-6, 0-6) avant d'être éliminé par Roberto Bautista-Agut au tour suivant (4-6, 1-6).
Non sélectionné pour la finale de Coupe Davis, il vient supporter ses coéquipiers, qui affrontent la Belgique à Villeneuve-d'Ascq. À l'issue du 5e match décisif, la France soulève le Saladier d'argent et couronnent les huit joueurs qui ont pris part à la campagne 2017, dont Jérémy Chardy.

### 2018: première finale ATP depuis 2009
En 2018, il entame une collaboration avec un nouvel entraîneur, James Davidson.
Jérémy Chardy entame sa saison à l'Open d'Australie, à la 84e place mondiale. Il y fait une brève apparition puisqu'il est battu dès le 1er tour par Tennys Sandgren (4-6, 62-7, 2-6). En double, il s'incline au côté de Fabrice Martin en 1/8 de finale face à Bob et Mike Bryan en 3 sets. On le retrouve ensuite au tournoi de Montpellier. Il écarte pour son entrée en lice Stéfanos Tsitsipás mais chute au tour suivant contre Andrey Rublev (2-6, 1-6). Il s'envole la semaine suivante pour les États-Unis où il prend part à la première édition du tournoi de Long Island. Il domine au 1er tour Stefano Travaglia avant de s'incliner contre Adrián Menéndez Maceiras (5-7, 65-7). Il perd ensuite d'entrée au tournoi de Delray Beach face à Juan Martín del Potro (2-6, 4-6).
Présent à Indian Wells, il bat au 1er tour Julien Benneteau, puis s'offre Fabio Fognini alors qu'il était mené 6-4, 4-1. Au tour suivant, il domine son compatriote Adrian Mannarino et accède aux 1/8 de finale où il est battu par Roger Federer (5-7, 4-6). À deux doigts de quitter le top 100 avant le début du tournoi, cette performance lui permet de gagner 10 places au classement pour grimper au 90e rang mondial. Il poursuit sur sa lancée à Miami en écartant tour à tour Rogério Dutra Silva, Richard Gasquet, puis le numéro 4 mondial Grigor Dimitrov (6-4, 6-4). Il atteint de nouveau les 1/8 de finale où il est défait par Milos Raonic (3-6, 4-6).
Il est ensuite retenu par Yannick Noah pour disputer le 1/4 de finale de Coupe Davis contre l'Italie aux côtés de Pierre-Hugues Herbert, Nicolas Mahut, Adrian Mannarino et Lucas Pouille. Il s'incline lors du 2e simple face à Fabio Fognini (7-66, 2-6, 2-6, 3-6), ce qui n'empêchera pas l'équipe de France de se qualifier par la suite pour les 1/2 finales.
Il entame sa saison sur terre battue à Monte-Carlo où il est éliminé d'entrée par Richard Gasquet (4-6, 65-7). Il enchaîne avec le tournoi d'Istanbul où il domine tour à tour Nikoloz Basilashvili, Dušan Lajović et Thomas Fabbiano. Il s'incline en 1/2 finale contre Taro Daniel (3-6, 6-4, 4-6). Il est battu d'entrée la semaine suivante au Challenger d'Aix-en-Provence par le 345e mondial Elliot Benchetrit (3-6, 2-6), puis s'incline ensuite au 2e tour du Challenger de Bordeaux contre le 120e mondial Guido Andreozzi (3-6, 6-3, 0-6). À Roland Garros, il s'offre au 1er tour la tête de série no 17 Tomáš Berdych avant de perdre en 5 sets contre Pierre-Hugues Herbert (6-2, 3-6, 2-6 6-2, 7-9).
Il commence la saison sur gazon une semaine après sa défaite à Paris. Aligné au Challenger de Surbiton, il remporte le tournoi en battant en finale Alex De Minaur (6-4, 4-6, 6-2) et s'adjuge son 1er titre depuis 2012. Il enchaîne ensuite avec le tournoi de Bois-le-Duc où il bat successivement Guillermo García-López, la tête de série no 1 Adrian Mannarino, Mackenzie McDonald et enfin Matthew Ebden. Il atteint sa 2e finale d'affilée où il s'incline contre son ami Richard Gasquet (3-6, 65-7). Il continue sur sa lancée au Queen's en atteignant les 1/2 finales après avoir battu Tim Smyczek, Daniil Medvedev et Frances Tiafoe. Il est éliminé par Novak Djokovic (65-7, 4-6). Après trois tournois sur gazon, il totalise un ratio de 12 victoires pour 2 défaites. Il termine sa saison sur gazon par une déception, à Wimbledon, où il est surpris d'entrée par le jeune canadien Denis Shapovalov (3-6, 6-3, 5-7, 4-6).
Il fait son retour sur dur à l'occasion du tournoi d'Atlanta. Il écarte pour son entrée en lice Ričardas Berankis avant de s'incliner au 2e tour face à Cameron Norrie (7-5, 4-6, 4-6). Il est ensuite éliminé d'entrée à Washington par Marius Copil (4-6, 4-6). Même résultat la semaine suivante lors du Masters 1000 de Toronto contre Denis Shapovalov (1-6, 4-6). À Cincinnati, il écrase au 1er tour Fernando Verdasco en ne lui laissant que 3 jeux avant d'être éliminé par Kevin Anderson (66-7, 2-6). Vainqueur en 4 sets d'Andrey Rublev au 1er tour de l'US Open, il s'incline ensuite de nouveau contre Kevin Anderson (2-6, 4-6, 4-6).
Il fait son retour à la compétition en octobre, à l'occasion de la tournée asiatique. À Tokyo, il bat Damir Džumhur avant de s'incliner au 2e tour contre Jan-Lennard Struff (63-7, 7-62, 4-6). Il enchaîne ensuite avec le Masters 1000 de Shanghai. Vainqueur de Maximilian Marterer au 1er tour, il chute au tour suivant contre Novak Djokovic (3-6, 5-7).

### 2019. Trois titres en double et finale en double à Roland-Garros
Jérémy Chardy atteint les demi-finales du tournoi de Brisbane début janvier. Il élimine Jan-Lennard Struff, Nick Kyrgios et Yasutaka Uchiyama. Il est stoppé par le futur lauréat, le Japonais Kei Nishikori. À l'Open d'Australie, il gagne son premier match face à son compatriote Ugo Humbert, sur le score très serré de 3-6, 7-6, 6-4, 6-7, 7-6. Au deuxième tour, il est éliminé par la tête de série no 4, l'Allemand Alexander Zverev (7-6, 6-4, 5-7, 6-7, 6-1).
Il reprend la compétition à l'Open Sud de France, où il atteint les quarts de finale battu par le futur lauréat Jo-Wilfried Tsonga, sur le score de 6-7, 7-6, 6-4. En double, à Rotterdam, il gagne le tournoi associé à Henri Kontinen. Ils battent en finale la paire Jean-Julien Rojer / Horia Tecău sur le score serré de 7-6, 7-6. Il continue sur cette lancée en double en remportant l'Open 13 de Marseille avec Fabrice Martin. Ils battent en finale Matwé Middelkoop et Ben McLachlan sur le score de 6-3, 6-7, [10-3]. À Miami, il passe ses deux premiers tours face à Nicolás Jarry et Gilles Simon mais est battu par le Croate Borna Ćorić (6-7, 6-2, 6-3).
Sur terre battue, il gagne un troisième tournoi en double à Estoril de nouveau avec Fabrice Martin, en battant en finale Jonny O'Mara et Luke Bambridge (7-5, 7-6). En simple, il passe son premier tour face à Pablo Carreño Busta puis est battu sèchement par Alejandro Davidovich Fokina (6-1, 6-2). Il réalise de bonnes performances à Madrid et à Rome. En Espagne, il va jusqu'en huitième de finale grâce à des victoires sur Albert Ramos-Viñolas et Diego Schwartzman puis est battu par le futur lauréat et no 1 mondial, Novak Djokovic sur le score de 6-1, 7-6. En Italie, il passe Richard Gasquet avant de se faire dominer par Rafael Nadal (6-0, 6-1). En double à Roland-Garros, il atteint la finale avec Fabrice Martin. Il passe notamment les paires Marcelo Melo / Łukasz Kubot et Robert Farah / Juan Sebastián Cabal. Ils sont battus en finale par la paire Kevin Krawietz / Andreas Mies (6-2, 7-6). En simple, il est battu d'entrée par Kyle Edmund (7-6, 5-7, 6-4, 4-6, 7-5).
Sur gazon, il bat au premier tour du tournoi de Wimbledon Martin Kližan avant d'être battu assez sèchement par David Goffin (6-2, 6-4, 6-3).
Après, sur terre battue, il enchaîne trois quarts de finale, à Båstad où il passe Pablo Carreño Busta et Cristian Garín (tête de série no 1) puis perd contre Nicolás Jarry, à Hambourg où il passe Benoît Paire (tête de série no 5) et Richard Gasquet, puis perd contre Nikoloz Basilashvili et à Kitzbühel où il passe Marco Cecchinato et Dušan Lajović puis est battu par Albert Ramos-Viñolas.
Au tournoi de Paris-Bercy il bat dès le premier tour Daniil Medvedev, homme en forme de cette fin de saison, vainqueur des deux derniers master 1000 précédant celui de Paris, ce qui constitue un des plus grands exploit de la carrière de Chardy.

### 2021. Saison interrompue prématurément
À l’automne 2021, Jérémy Chardy annonce devoir interrompre sa saison à la suite, selon lui, d’une mauvaise réaction à la vaccination contre la Covid-19 avec le vaccin Pfizer. Il est très amer car il a de sérieux doutes, en fonction de son âge, sur la possibilité de reprendre ensuite sa carrière.

### 2022. Saison blanche et début de sa carrière d'entraineur
Le 27 juillet 2022, on apprend qu'il est le nouvel entraineur du jeune Messin Ugo Humbert, en remplacement de Thierry Ascione.

### 2023. Année de la retraite comme joueur
Après avoir battu Daniel Elahi Galán, 70e joueur mondial au premier tour de l'Open d'Australie (1-6, 7-5, 6-1, 6-4), il s'incline sèchement contre le Britannique Daniel Evans au deuxième tour (6-4, 6-4, 6-1). Par la suite, il enchaine les défaites et annonce son forfait pour Roland-Garros.
Le 2 juillet 2023, il annonce dans une interview à France Info qu'il prend sa retraite comme joueur après le tournoi de Wimbledon, désirant se consacrer à l'entraînement d'Ugo Humbert. Il y affronte au premier tour le numéro 1 mondial Carlos Alcaraz et s'incline pour son dernier match en trois sets (0-6, 2-6, 5-7).
Il joue son dernier match sur le circuit professionnel le 7 juillet,  en double associé à son protégé Ugo Humbert ; ils y affrontent la paire composée du Français Fabrice Martin et de l'Allemand Andreas Mies, et s'inclinent en deux sets (5-7, 5-7).

## Palmarès

### Titre en simple messieurs
| No | Date       | Nom et lieu du tournoi | Catégorie | Dotation  | Surface      | Finaliste      | Score         |          |
| -- | ---------- | ---------------------- | --------- | --------- | ------------ | -------------- | ------------- | -------- |
| 1  | 13-07-2009 | MercedesCup, Stuttgart | ATP 250   | 398 250 € | Terre (ext.) | Victor Hănescu | 1-6, 6-3, 6-4 | Parcours |

### Finales en simple messieurs
| No | Date       | Nom et lieu du tournoi        | Catégorie | Dotation  | Surface      | Vainqueur          | Score     |          |
| -- | ---------- | ----------------------------- | --------- | --------- | ------------ | ------------------ | --------- | -------- |
| 1  | 08-02-2009 | SA Tennis Open, Johannesbourg | ATP 250   | 442 500 $ | Dur (ext.)   | Jo-Wilfried Tsonga | 6-4, 7-65 | Parcours |
| 2  | 11-06-2018 | Libéma Open, Bois-le-Duc      | ATP 250   | 612 755 € | Gazon (ext.) | Richard Gasquet    | 6-3, 7-65 | Parcours |

### Titres en double messieurs
| No | Date       | Nom et lieu du tournoi                     | Catégorie | Dotation    | Surface      | Partenaire     | Finalistes                        | Score             |          |
| -- | ---------- | ------------------------------------------ | --------- | ----------- | ------------ | -------------- | --------------------------------- | ----------------- | -------- |
| 1  | 04-01-2010 | Brisbane International Brisbane            | ATP 250   | 372 500 $   | Dur (ext.)   | Marc Gicquel   | Leander Paes Lukáš Dlouhý         | 6-3, 7-65         | Parcours |
| 2  | 09-07-2012 | MercedesCup Stuttgart                      | ATP 250   | 358 425 €   | Terre (ext.) | Łukasz Kubot   | Michal Mertiňák André Sá          | 6-1, 6-3          | Parcours |
| 3  | 20-07-2015 | SkiStar Swedish Open Båstad                | ATP 250   | 439 405 €   | Terre (ext.) | Łukasz Kubot   | Juan Sebastián Cabal Robert Farah | 6-7, 6-3, [10-8]  | Parcours |
| 4  | 02-01-2017 | Qatar ExxonMobil Open Doha                 | ATP 250   | 1 237 190 $ | Dur (ext.)   | Fabrice Martin | Vasek Pospisil Radek Štěpánek     | 6-4, 7-63         | Parcours |
| 5  | 11-02-2019 | ABN AMRO World Tennis Tournament Rotterdam | ATP 500   | 1 961 160 € | Dur (int.)   | Henri Kontinen | Jean-Julien Rojer Horia Tecău     | 7-65, 7-64        | Parcours |
| 6  | 18-02-2019 | Open 13 Provence Marseille                 | ATP 250   | 668 485 €   | Dur (int.)   | Fabrice Martin | Ben McLachlan Matwé Middelkoop    | 6-3, 64-7, [10-3] | Parcours |
| 7  | 29-04-2019 | Millenium Estoril Open Estoril             | ATP 250   | 524 340 €   | Terre (ext.) | Fabrice Martin | Luke Bambridge Jonny O'Mara       | 7-5, 7-63         | Parcours |

### Finales en double messieurs
| No | Date       | Nom et lieu du tournoi                     | Catégorie    | Dotation    | Surface      | Vainqueurs                         | Partenaire         | Score             |          |
| -- | ---------- | ------------------------------------------ | ------------ | ----------- | ------------ | ---------------------------------- | ------------------ | ----------------- | -------- |
| 1  | 26-10-2009 | St. Petersburg Open Saint-Pétersbourg      | ATP 250      | 663 750 $   | Dur (int.)   | Colin Fleming Ken Skupski          | Richard Gasquet    | 2-6, 7-5, [10-4]  | Parcours |
| 2  | 19-07-2010 | German Open Tennis Championships Hambourg  | ATP 500      | 1 000 000 € | Terre (ext.) | Marc López David Marrero           | Paul-Henri Mathieu | 6-3, 2-6, [10-8]  | Parcours |
| 3  | 21-02-2011 | Dubai Duty Free Tennis Championships Dubaï | ATP 500      | 1 619 500 $ | Dur (ext.)   | Serhiy Stakhovsky Mikhail Youzhny  | Feliciano López    | 4-6, 6-3, [10-3]  | Parcours |
| 4  | 23-04-2012 | BRD Nastase Tiriac Trophy Bucarest         | ATP 250      | 398 250 €   | Terre (ext.) | Robert Lindstedt Horia Tecău       | Łukasz Kubot       | 7-62, 6-3         | Parcours |
| 5  | 07-07-2014 | Skistar Swedish Open Båstad                | ATP 250      | 426 605 €   | Terre (ext.) | Nicholas Monroe Johan Brunström    | Oliver Marach      | 4-6, 7-65, [10-7] | Parcours |
| 6  | 20-10-2014 | Valencia Open 500 Valence                  | ATP 500      | 1 615 780 € | Dur (int.)   | Jean-Julien Rojer Horia Tecău      | Kevin Anderson     | 6-4, 6-2          | Parcours |
| 7  | 01-05-2017 | BMW Open by FWU Munich                     | ATP 250      | 482 060 €   | Terre (ext.) | Juan Sebastián Cabal Robert Farah  | Fabrice Martin     | 6-3, 6-3          | Parcours |
| 8  | 28-05-2019 | Roland-Garros Paris                        | G. Chelem    | NC €        | Terre (ext.) | Kevin Krawietz Andreas Mies        | Fabrice Martin     | 6-2, 7-63         | Parcours |
| 9  | 14-09-2020 | Internazionali BNL d'Italia Rome           | Masters 1000 | 3 465 045 € | Terre (ext.) | Marcel Granollers Horacio Zeballos | Fabrice Martin     | 6-4, 5-7, [10-8]  | Parcours |
| 10 | 31-01-2021 | Murray River Open Melbourne                | ATP 250      | 320 775 $   | Dur (ext.)   | Nikola Mektić Mate Pavić           | Fabrice Martin     | 7-62, 6-3         | Parcours |

## Palmarès en tournoisChallenger

### Titres en simple (6)
| # | Date       | Nom et lieu du tournoi   | Surface      | Finaliste                | Score           |
| - | ---------- | ------------------------ | ------------ | ------------------------ | --------------- |
| 1 | 11/06/2007 | Challenger de Košice     | Terre battue | Denis Gremelmayr         | 4-6, 7-64, 6-4  |
| 2 | 22/10/2007 | Challenger de Barnstaple | Dur (int.)   | Stéphane Bohli           | 7-64, 61-7, 7-5 |
| 3 | 28/07/2008 | Challenger de Graz       | Terre battue | Sergio Roitman           | 6-2, 6-1        |
| 4 | 26/09/2011 | Challenger de Madrid     | Terre battue | Daniel Gimeno-Traver     | 6-1, 5-7, 7-6   |
| 5 | 07/01/2012 | Challenger de Nouméa     | Dur          | Adrián Menéndez-Maceiras | 6-4, 6-3        |
| 6 | 04/06/2018 | Challenger de Surbiton   | Gazon        | Alex De Minaur           | 6-4, 4-6, 6-2   |

### Finales en simple (4)
| # | Date       | Nom et lieu du tournoi       | Surface      | Vainqueur             | Score          |
| - | ---------- | ---------------------------- | ------------ | --------------------- | -------------- |
| 1 | 12/05/2008 | Challenger de Marrakech      | Terre battue | Gaël Monfils          | 7-62, 7-66     |
| 2 | 06/06/2011 | Challenger de Nottingham     | Gazon        | Dudi Sela             | 6-4, 3-6, 7-5  |
| 3 | 30/04/2012 | Challenger de Tunis          | Terre battue | Rubén Ramírez Hidalgo | 6-1, 6-4       |
| 4 | 08/05/2017 | Challenger d'Aix-en-Provence | Terre battue | Frances Tiafoe        | 6-3, 4-6, 7-65 |

## Parcours dans les tournois duGrand Chelem

### En simple
| Année | Open d'Australie | Open d'Australie | Internationaux de France | Internationaux de France | Wimbledon       | Wimbledon        | US Open         | US Open           |
| ----- | ---------------- | ---------------- | ------------------------ | ------------------------ | --------------- | ---------------- | --------------- | ----------------- |
| 2005  | —                | —                | Q2                       | Ramón Delgado            | —               | —                | —               | —                 |
| 2006  | —                | —                | 2e tour (1/32)           | David Ferrer             | —               | —                | —               | —                 |
| 2007  | Q1               | Nicholas Monroe  | Q1                       | J. P. Brzezicki          | —               | —                | —               | —                 |
| 2008  | Q1               | Chen Ti          | 1/8 de finale            | Nicolás Almagro          | 2e tour (1/32)  | P.-H. Mathieu    | 2e tour (1/32)  | Igor Andreev      |
| 2009  | 2e tour (1/32)   | Novak Djokovic   | 3e tour (1/16)           | Tommy Haas               | 1er tour (1/64) | Andy Roddick     | 1er tour (1/64) | Gaël Monfils      |
| 2010  | 1er tour (1/64)  | Denis Istomin    | 1er tour (1/64)          | Lleyton Hewitt           | 3e tour (1/16)  | David Ferrer     | 2e tour (1/32)  | D. Gimeno-Traver  |
| 2011  | 1er tour (1/64)  | Bernard Tomic    | 2e tour (1/32)           | Gilles Simon             | 1er tour (1/64) | Novak Djokovic   | —               | —                 |
| 2012  | 1er tour (1/64)  | Grigor Dimitrov  | 2e tour (1/32)           | Janko Tipsarević         | 2e tour (1/32)  | Juan Mónaco      | 3e tour (1/16)  | Martin Kližan     |
| 2013  | 1/4 de finale    | Andy Murray      | 3e tour (1/16)           | J.-W. Tsonga             | 3e tour (1/16)  | Novak Djokovic   | 2e tour (1/32)  | Julien Benneteau  |
| 2014  | 3e tour (1/16)   | David Ferrer     | 2e tour (1/32)           | Novak Djokovic           | 1/8 de finale   | Marin Čilić      | 2e tour (1/32)  | Blaž Kavčič       |
| 2015  | 2e tour (1/32)   | Andreas Seppi    | 1/8 de finale            | Andy Murray              | 1er tour (1/64) | Tomáš Berdych    | 1/8 de finale   | Marin Čilić       |
| 2016  | 2e tour (1/32)   | Andrey Kuznetsov | 3e tour (1/16)           | S. Wawrinka              | 2e tour (1/32)  | Steve Johnson    | 2e tour (1/32)  | Grigor Dimitrov   |
| 2017  | 2e tour (1/32)   | Kei Nishikori    | 2e tour (1/32)           | Kei Nishikori            | 1er tour (1/64) | Tomáš Berdych    | 1er tour (1/64) | Gaël Monfils      |
| 2018  | 1er tour (1/64)  | Tennys Sandgren  | 2e tour (1/32)           | P.-H. Herbert            | 1er tour (1/64) | Denis Shapovalov | 2e tour (1/32)  | Kevin Anderson    |
| 2019  | 2e tour (1/32)   | Alexander Zverev | 1er tour (1/64)          | Kyle Edmund              | 2e tour (1/32)  | David Goffin     | 2e tour (1/32)  | S. Wawrinka       |
| 2020  | 1er tour (1/64)  | David Goffin     | 1er tour (1/64)          | Jurij Rodionov           | Annulé          | Annulé           | 1er tour (1/64) | Andrey Rublev     |
| 2021  | 1er tour (1/64)  | Novak Djokovic   | 1er tour (1/64)          | S. Tsitsipás             | 2e tour (1/32)  | Ilya Ivashka     | 1er tour (1/64) | Matteo Berrettini |
|       |                  |                  |                          |                          |                 |                  |                 |                   |
| 2023  | 2e tour (1/32)   | Daniel Evans     | —                        | —                        | 1er tour (1/64) | Carlos Alcaraz   | —               | —                 |

N.B. : à droite du résultat se trouve le nom de l'ultime adversaire.

### En double messieurs
| Année | Open d'Australie             | Open d'Australie            | Internationaux de France      | Internationaux de France    | Wimbledon                    | Wimbledon                | US Open                      | US Open                         |
| ----- | ---------------------------- | --------------------------- | ----------------------------- | --------------------------- | ---------------------------- | ------------------------ | ---------------------------- | ------------------------------- |
| 2005  | —                            | —                           | 1er tour (1/32) N. Renavand   | Karol Beck J. Levinský      | —                            | —                        | —                            | —                               |
| 2006  | —                            | —                           | 1er tour (1/32) J. Ouanna     | S. Huss Harel Levy          | —                            | —                        | —                            | —                               |
| 2007  | —                            | —                           | 1er tour (1/32) J. Eysseric   | Martin Damm Leander Paes    | —                            | —                        | —                            | —                               |
| 2008  | —                            | —                           | 1er tour (1/32) David Guez    | F. Čermák Jordan Kerr       | 1er tour (1/32) F. Serra     | L. Arnold Ker Luis Horna | 1er tour (1/32) G. Simon     | Martin Damm P. Vízner           |
| 2009  | 1er tour (1/32) G. Simon     | D. Nestor N. Zimonjić       | 1er tour (1/32) M. Gicquel    | Bruno Soares K. Ullyett     | —                            | —                        | 1er tour (1/32) J. Benneteau | W. Moodie Dick Norman           |
| 2010  | 1er tour (1/32) M. Gicquel   | F. Fognini P. Starace       | —                             | —                           | 1er tour (1/32) J. Cerretani | Lu Y-h. J. Tipsarević    | 1/8 de finale C. Kas         | M. Fyrstenberg M. Matkowski     |
| 2011  | 2e tour (1/16) A. Clément    | R. Bopanna A.-U.-H. Qureshi | 1er tour (1/32) A. Clément    | C. Guccione J. Murray       | —                            | —                        | —                            | —                               |
| 2012  | —                            | —                           | 1er tour (1/32) G. Dimitrov   | J. Cerretani V. Hănescu     | —                            | —                        | 1er tour (1/32) M. Kližan    | M. Granollers Marc López        |
| 2013  | 1/8 de finale Łukasz Kubot   | Bob Bryan Mike Bryan        | 1er tour (1/32) Łukasz Kubot  | G. Dimitrov F. Nielsen      | —                            | —                        | —                            | —                               |
| 2014  | —                            | —                           | 2e tour (1/16) O. Marach      | Łukasz Kubot R. Lindstedt   | —                            | —                        | —                            | —                               |
| 2015  | 2e tour (1/16) Łukasz Kubot  | Alex Bolt A. Whittington    | 1/8 de finale Łukasz Kubot    | Bob Bryan Mike Bryan        | —                            | —                        | 2e tour (1/16) Łukasz Kubot  | Daniel Nestor É. Roger-Vasselin |
| 2016  | 1er tour (1/32) Leander Paes | J. S. Cabal Robert Farah    | 1er tour (1/32) F. Verdasco   | L. Mayer João Sousa         | —                            | —                        | 1/8 de finale Sam Groth      | P.-H. Herbert N. Mahut          |
| 2017  | 2e tour (1/16) J. Benneteau  | D. Inglot F. Mergea         | 1er tour (1/32) J. Benneteau  | Łukasz Kubot Marcelo Melo   | —                            | —                        | 1/8 de finale F. Martin      | F. López Marc López             |
| 2018  | 1/8 de finale F. Martin      | Bob Bryan Mike Bryan        | 1er tour (1/32) Daniel Nestor | Pablo Cuevas M. Granollers  | —                            | —                        | 1/8 de finale F. Martin      | R. Bopanna É. Roger-Vasselin    |
| 2019  | 2e tour (1/16) F. Martin     | Łukasz Kubot H. Zeballos    | Finale F. Martin              | Kevin Krawietz Andreas Mies | —                            | —                        | 1/8 de finale F. Martin      | Luke Bambridge Ben McLachlan    |
| 2020  | 1er tour (1/32) R. Lindstedt | Pablo Cuevas Guido Pella    | 1/8 de finale F. Martin       | Rajeev Ram Joe Salisbury    | Annulé                       | Annulé                   | 1er tour (1/16) F. Martin    | C. Harrison R. Harrison         |
| 2021  | 1er tour (1/32) F. Martin    | S. Bolelli M. González      | 2e tour (1/16) F. Martin      | S. Bolelli M. González      | 1/8 de finale F. Martin      | R. Klaasen B. McLachlan  | 2e tour (1/16) F. Martin     | M. Granollers H. Zeballos       |
|       |                              |                             |                               |                             |                              |                          |                              |                                 |
| 2023  | 1/2 finale F. Martin         | Hugo Nys J. Zieliński       | 1er tour (1/32) F. Martin     | M. González A. Molteni      | 1er tour (1/32) U. Humbert   | F. Martin A. Mies        |                              |                                 |

N.B. : le nom du partenaire se trouve sous le résultat ; le nom des ultimes adversaires se trouve à droite.

### En double mixte
| Année | Open d'Australie | Open d'Australie | Internationaux de France     | Internationaux de France | Wimbledon | Wimbledon | US Open | US Open |
| ----- | ---------------- | ---------------- | ---------------------------- | ------------------------ | --------- | --------- | ------- | ------- |
| 2006  | —                | —                | 1er tour (1/16) Alizé Cornet | V. Zvonareva Andy Ram    | —         | —         | —       | —       |
|       |                  |                  |                              |                          |           |           |         |         |
| 2013  | —                | —                | 2e tour (1/8) Alizé Lim      | K. Srebotnik N. Zimonjić | —         | —         | —       | —       |
| 2014  | —                | —                | 2e tour (1/8) Alizé Lim      | Y. Shvedova Bruno Soares | —         | —         | —       | —       |

N.B. : le nom de la partenaire se trouve sous le résultat ; le nom des ultimes adversaires se trouve à droite.

## Parcours dans lesMasters 1000
| Année | Indian Wells             | Miami                   | Monte-Carlo           | Rome                        | Hambourg puis Madrid      | Canada                      | Cincinnati                    | Madrid puis Shanghai    | Paris                  |
| ----- | ------------------------ | ----------------------- | --------------------- | --------------------------- | ------------------------- | --------------------------- | ----------------------------- | ----------------------- | ---------------------- |
| 2008  | —                        | —                       | —                     | —                           | —                         | —                           | —                             | —                       | 1er tour T. Robredo    |
| 2009  | 3e tour D. Ferrer        | 1er tour M. Youzhny     | 1er tour Juan Mónaco  | 1er tour F. González        | 2e tour S. Wawrinka       | 2e tour A. Murray           | 1/8 de finale N. Djokovic     | 1er tour J. Melzer      | 1er tour Juan Mónaco   |
| 2010  | 2e tour Sam Querrey      | 3e tour N. Almagro      | 1er tour A. Golubev   | 2e tour N. Djokovic         | 1er tour D. Ferrer        | 1/4 de finale N. Djokovic   | 2e tour A. Murray             | 1/8 de finale A. Murray | —                      |
| 2011  | 1er tour R. Harrison     | 1er tour K. Nishikori   | 1er tour I. Ljubičić  | —                           | —                         | 1er tour Ivan Dodig         | —                             | —                       | 2e tour A. Murray      |
| 2012  | 1er tour M. Baghdatís    | 1er tour F. Dancevic    | —                     | —                           | —                         | 1/8 de finale M. Granollers | 1/4 de finale J. M. del Potro | 1er tour A. Dolgopolov  | 2e tour M. Raonic      |
| 2013  | 2e tour Björn Phau       | 2e tour X. Malisse      | 1er tour P. Andújar   | 1/8 de finale M. Granollers | 2e tour G. Simon          | 1er tour M. Raonic          | 2e tour F. López              | 2e tour N. Almagro      | 1er tour Lukáš Rosol   |
| 2014  | 2e tour Tommy Haas       | 2e tour N. Djokovic     | 2e tour D. Ferrer     | 1/4 de finale M. Raonic     | 2e tour M. Raonic         | 2e tour J.-W. Tsonga        | 1er tour Kohlschreiber        | 1er tour R. Gasquet     | 2e tour R. Federer     |
| 2015  | 2e tour D. Young         | 3e tour M. Raonic       | 2e tour R. Federer    | 2e tour A. Murray           | 1er tour T. Bellucci      | 1/2 finale N. Djokovic      | 2e tour R. Nadal              | 1er tour I. Karlović    | 2e tour K. Nishikori   |
| 2016  | 2e tour A. Kuznetsov     | 2e tour F. Verdasco     | 2e tour R. Bautista   | 1/8 de finale A. Murray     | 1er tour A. Ramos         | 1er tour V. Pospisil        | 1er tour R. Opelka            | —                       | —                      |
| 2017  | 2e tour D. Thiem         | 3e tour F. Fognini      | 2e tour Marin Čilić   | —                           | —                         | —                           | —                             | 1er tour Wu Di          | 2e tour R. Bautista    |
| 2018  | 1/8 de finale R. Federer | 1/8 de finale M. Raonic | 1er tour R. Gasquet   | —                           | —                         | 1er tour D. Shapovalov      | 2e tour K. Anderson           | 2e tour N. Djokovic     | 1er tour F. Verdasco   |
| 2019  | 1er tour M. Giron        | 3e tour B. Ćorić        | 1er tour M. Kukushkin | 2e tour R. Nadal            | 1/8 de finale N. Djokovic | —                           | —                             | 2e tour A. Zverev       | 1/8 de finale C. Garín |
|       |                          |                         |                       |                             |                           |                             |                               |                         |                        |
| 2021  | —                        | 1er tour D. Kudla       | 2e tour G. Dimitrov   | —                           | 1er tour D. Evans         | —                           | —                             | n.o.                    | —                      |
|       |                          |                         |                       |                             |                           |                             |                               |                         |                        |
| 2023  | —                        | —                       | —                     | 1er tour L. Sonego          | 1er tour H. Gaston        |                             |                               |                         |                        |

N.B. : sous le résultat se trouve le nom de l’ultime adversaire.

## Parcours enCoupe Davis
| #                                                                    | Date          | Lieu              | Surface      | Gagnant(s)    | Perdant(s)        | Score               |          |
|                                                                      |               |                   |              |               |                   |                     |          |
| 2009 - play-off (groupe mondial) - Pays-Bas - France 1:4             |               |                   |              |               |                   |                     |          |
| 1                                                                    | 18-20/09/2009 | Maastricht        | Terre (int.) | Jérémy Chardy | Jesse Huta Galung | 6-3, 6-2            | Parcours |
|                                                                      |               |                   |              |               |                   |                     |          |
| 2011 - 1er tour (groupe mondial) - Autriche - France 2:3             |               |                   |              |               |                   |                     |          |
| 2                                                                    | 04-06/03/2011 | Vienne            | Terre (int.) | Jérémy Chardy | Jürgen Melzer     | 7-5, 6-4, 7-5       | Parcours |
| 2                                                                    | 04-06/03/2011 | Vienne            | Terre (int.) | Jérémy Chardy | Martin Fischer    | 2-6, 7-64, 6-3, 6-3 | Parcours |
|                                                                      |               |                   |              |               |                   |                     |          |
| 2017 - 1/4 de finale (groupe mondial) - France - Grande-Bretagne 4:1 |               |                   |              |               |                   |                     |          |
| 3                                                                    | 07-09/04/2017 | Rouen             | Terre (int.) | Jérémy Chardy | Daniel Evans      | 6-2, 6-3, 6-3       | Parcours |
| 3                                                                    | 07-09/04/2017 | Rouen             | Terre (int.) | Jérémy Chardy | Kyle Edmund       | 6-4, 6-4            | Parcours |
|                                                                      |               |                   |              |               |                   |                     |          |
| 2018 - 1/4 de finale (groupe mondial) - Italie - France 1:3          |               |                   |              |               |                   |                     |          |
| 4                                                                    | 06-08/04/2018 | Gênes             | Terre (ext.) | Fabio Fognini | Jérémy Chardy     | 6-7, 6-2, 6-2, 6-3  | Parcours |
|                                                                      |               |                   |              |               |                   |                     |          |
| 2018 - Finale (groupe mondial) - France - Croatie 1:3                |               |                   |              |               |                   |                     |          |
| 5                                                                    | 23-25/11/2018 | Villeneuve-d'Ascq | Terre (int.) | Borna Ćorić   | Jérémy Chardy     | 6-2, 7-5, 6-4       | Parcours |

## Victoires sur le top 10
| Légende         |
| --------------- |
| Grand Chelem    |
| Masters         |
| Jeux olympiques |
| Masters 1000    |
| 500 Series      |
| 250 Series      |
| Coupe Davis     |

| #  | J.C.   | Tournoi          | Année | Surface             | Adversaire            | Rang  | Tour | Score                    |
| -- | ------ | ---------------- | ----- | ------------------- | --------------------- | ----- | ---- | ------------------------ |
| 1  | no 145 | Roland-Garros    | 2008  | Terre battue        | David Nalbandian      | no 7  | 1/32 | 3-6, 4-6, 6-2, 6-1, 6-2  |
| 2  | no 72  | Toronto          | 2010  | Dur                 | Fernando Verdasco     | no 9  | 1/16 | 67-7, 7-65, 6-2          |
| 3  | no 72  | Toronto          | 2010  | Dur                 | Nikolay Davydenko     | no 6  | 1/8  | 6-3, 6-2                 |
| 4  | no 55  | Coupe Davis      | 2011  | Terre battue (int.) | Jürgen Melzer         | no 10 | 1/8  | 7-5, 6-4, 7-5            |
| 5  | no 47  | Toronto          | 2012  | Dur                 | Jo-Wilfried Tsonga    | no 6  | 1/16 | 6-4, 7-65                |
| 6  | no 38  | Cincinnati       | 2012  | Dur                 | Andy Murray           | no 4  | 1/8  | 6-4, 6-4                 |
| 7  | no 36  | Open d'Australie | 2013  | Dur                 | Juan Martín del Potro | no 7  | 1/16 | 6-3, 6-3, 63-7, 3-6, 6-3 |
| 8  | no 47  | Rome             | 2014  | Terre battue        | Roger Federer         | no 4  | 1/16 | 1-6, 6-3, 7-66           |
| 9  | no 27  | US Open          | 2015  | Dur                 | David Ferrer          | no 7  | 1/16 | 7-66, 4-6, 6-3, 6-1      |
| 10 | no 77  | Miami            | 2017  | Dur                 | Marin Čilić           | no 9  | 1/32 | 6-4, 2-6, 6-3            |
| 11 | no 90  | Miami            | 2018  | Dur                 | Grigor Dimitrov       | no 4  | 1/16 | 6-4, 6-4                 |
| 12 | no 65  | Paris-Bercy      | 2019  | Dur (int.)          | Daniil Medvedev       | no 4  | 1/16 | 4-6, 6-2, 6-4            |

## Classements ATP en fin de saison
| Année          | 2004 | 2005 | 2006 | 2007 | 2008 | 2009 | 2010 | 2011 | 2012 | 2013 | 2014 | 2015 | 2016 | 2017 | 2018 | 2019 | 2020 | 2021 | 2022 | 2023 |
| Rang en simple | 1175 | 577  | 262  | 188  | 73   | 32   | 45   | 103  | 32   | 34   | 29   | 31   | 69   | 78   | 40   | 51   | 75   | 107  | –    | 514  |
| Rang en double | 1752 | 986  | 480  | 223  | 435  | 137  | 76   | 138  | 87   | 92   | 66   | 46   | 105  | 93   | 136  | 30   | 34   | 58   | –    | 111  |

Source : (en) Classements de Jérémy Chardy sur le site officiel de la Fédération internationale de tennis